# Näskott
Näskott est une paroisse suédoise située dans la commune de Krokom, dans le Comté de Jämtland. Näskott se trouve sur les bords du lac Näldsjön et du lac Alsensjön, à environ 25 km d'Östersund. 
La paroisse est mentionnée dès le Moyen Âge. Les premières mentions écrites du nom de Näskott remontent à 1403 (« Nesgath »). Jusqu'à 1952, Nälden a été chef-lieu de l'ancienne commune de Näskott.

## Localités
- Högen
- Kingsta
- Nälden
- Nordannälden
- Tullus
- Vaplan
- Ytterån

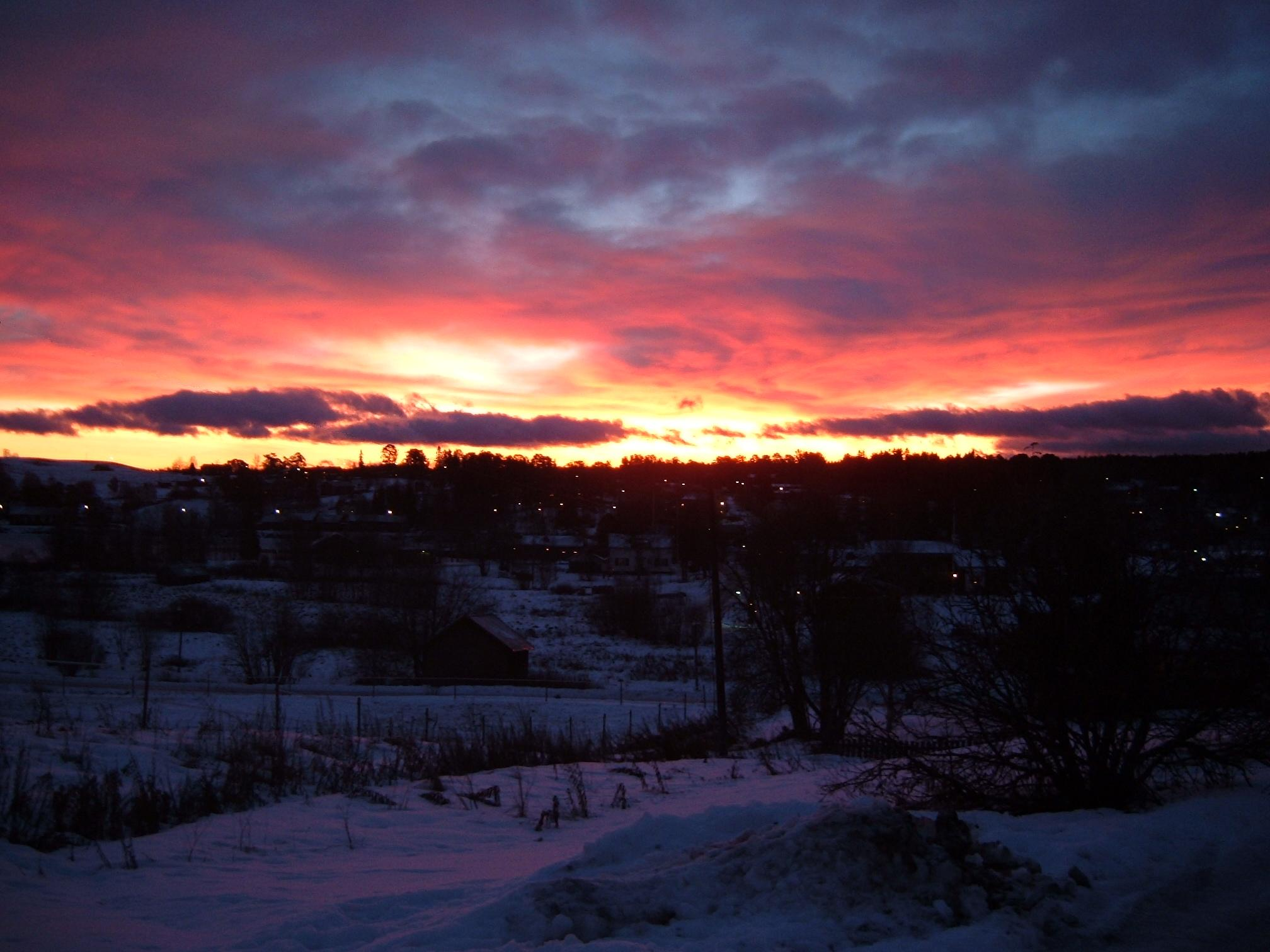
Nälden en hiver